# Cala Llucalari
La playa de la Cala Llucalari forma parte de una zona de protección natural. Es poca visitada, aunque se encuentra a solo pocos cientos de metros distancia del poblado de Son Bou.
El Camí de Cavalls pasa atrás de la cala.